# المخيم الكشفي العالمي الخامس
المخيم الكشفي العالمي الخامس (بالهولندية: 5e Wereldjamboree) كان المخيم الكشفي العالمي الذي تضمن حفل وداع مؤسس الحركة الكشفية بادن باول وكان يبلغ من العمر 81 عاما.